# Manfreda pubescens
Manfreda pubescens är en sparrisväxtart som först beskrevs av Eduard August von Regel och Karl Eduard Ortgies, och fick sitt nu gällande namn av Verh.-will., Mario Adolfo Espejo Serna och López-fe. Manfreda pubescens ingår i släktet Manfreda och familjen sparrisväxter. Inga underarter finns listade i Catalogue of Life.